# Chùa Phi Tướng
Chùa Phi Tướng (tên chữ là Phi Tướng đại thiền tự) còn gọi là chùa Tướng nằm ở khu phố Khương Tự, phường Thanh Khương, thị xã Thuận Thành, tỉnh Bắc Ninh. Chùa thuộc hệ thống chùa Tứ Pháp được xây dựng lần đầu khoảng thế kỉ II tại phía nam trung tâm thành cổ Luy Lâu, nằm trong cụm những di tích Phật giáo đầu tiên ở Việt Nam.

## Tên gọi
Tên chữ của chùa là Phi Tướng đại thiền tự (chữ Hán: 非相大禪寺), người dân địa phương gọi tắt là chùa Tướng. Từ "Phi Tướng" nghĩa là "không có hình tướng" (hình dạng), xuất phát từ việc chùa thờ vị Pháp Lôi là vị Phật chủ quản về sấm. "Lôi" (chữ Hán: 雷) nghĩa là "sấm". Ngày nay có sự hiểu sai phổ biến rằng "lôi" nghĩa là "sét" (ví dụ "Thiên lôi"/Lôi Công là "thần sét") trong khi "đình" (chữ Hán:霆) mới có nghĩa là "sét". "Lôi" chỉ có âm thanh, không có hình dạng nên chùa mới mang tên là Phi Tướng. Đồng thời chùa dựng trên đất làng Thanh Tương ngày xưa, tên nôm là làng Tướng (theo truyền thuyết về nữ tướng Biểu Phật Nương người làng là tuỳ tùng của Hai Bà Trưng), vì thế cái tên Phi Tướng cũng là một lối chơi chữ gắn liền với tên địa phương.

## Lịch sử
Chùa Phi Tướng thuộc trong quần thể các chùa Tứ Pháp ở Thuận Thành có cùng thời điểm xây dựng. Các sách Đại Việt sử ký toàn thư, Việt sử lược, Lĩnh Nam chích quái, Thiền uyển tập anh, “Phong thổ Kinh Bắc”, Việt điện u linh, Đại Nam nhất thống chí đều cho rằng: Các chùa Tứ Pháp được khởi dựng ở vùng Dâu - Luy Lâu vào thế kỷ II sau Công nguyên.
Theo sách Cổ châu pháp vân bổn hạnh ngũ lục thì vào khoảng đời Đông Tấn (317-419) có một Pháp sư tên là Tì-ni-đa-lưu-chi, người Ấn Độ, nhận thấy ở Nam Việt đã hiểu đạo Phật liền qua tìm hiểu ở chùa Phi Tướng rồi sau đó trú ở tại chùa Pháp Vân, giảng dạy Phật pháp. Và từ đó Phật giáo Việt Nam thịnh hành. Chùa Phi Tướng là nơi đầu tiên Tỳ Ni Đa Lưu Chi đặt chân đến khi vào Việt Nam nằm ở phía nam của thành Luy Lâu cổ có tên chữ là “Phi Tướng Đại Thiền Tự”.
Bia Phi Tướng tự bi ký dựng vào năm Chính Hoà thứ 18 (1697), có nội dung mô tả việc trùng tu chùa:
| “ | Tại xã Lạc Thổ, huyện Siêu Loại, phủ Thuận An, tiểu tăng là Nguyễn Đức Khang, tự Pháp Ninh, đạo hiệu Chân Kính, tiểu ni là Nguyễn Thị Thái hiệu là Diệu Xuân, trụ trì tại bản xã (gồm các thôn Thanh Hoài, Thanh Tương, Lũng Triền) ở ngôi chùa là “Phi Tướng đại thiền sự”. Trước đây có người cha đã làm phúc rất nhiều, nhưng chưa kịp lập bia đá để lại cho đời sau, nên chưa ghi lại những sự việc từ thuở ban đầu. Nay cung kính ghi lại việc như sau: Đức Đại Thánh Pháp Lôi Phật linh ứng xuất thế, có phật tử vâng mệnh là Khánh Giác Hoà thượng Nguyễn Tôn Sinh, tự là Phúc Đức, hiệu Huệ Khánh Viên Quảng thiền sư, Bồ Tát lão ni là Vũ Thị Nhiên hiệu là Hải Thuận, Vũ Thị Hưng hiệu là Huệ Tính, Vũ Thị An hiệu là Từ Thịnh xuất gia đầu Phật, mang tiền của gia đình hưng công và khuyến giáo mọi người cùng nhau làm phúc chung xây Thượng điện, Thiêu hương, Tiền đường, Hậu đường, hai bên hành lang, gác chuông, tam quan và tạo các tượng Phật, đúc mới quả hồng chung (chuông), khánh báu, in các bản kinh để làm tài liệu tụng độ sau này. Các việc trên hoàn thành tốt đẹp, ghi vào bia đá lưu truyền muôn đời sau | ” |

Chùa còn lưu giữ được rất nhiều thư tịch cổ, giá trị gồm:
- Sắc Phong năm thứ 4 niên hiệu Cảnh Hưng 1743
- Sắc Phong năm thứ 44 niên hiệu Cảnh hưng 1783
- Sắc Phong năm thứ 2 niên hiệu Minh Mạng 1821
- Sắc Phong năm thứ 4 niên hiệu Thiệu Trị 1844
- Sắc Phong năm thứ 3 niên hiệu Tự Đức 1850
- Sắc Phong năm thứ 2 niên hiệu Đồng Khánh 1887

Ngoài ra, chùa còn một chiếc chuông có niên đại Minh Mạng thứ 19 (1839) và năm bia cổ được khắc vào khoảng thời gian cuối Lê đầu Nguyễn (tính cả tấm bia năm Chính Hòa thứ 18 - 1697). Bia Hậu đường bi ký (năm Tự Đức thứ 25 - 1873) ghi: "Nguyễn Văn Trường người xã Gia Lâm, huyện Gia Lâm, phủ Thuận An cúng 70 quan tiền, 200 bát gạo, 1 sào ruộng, lại cúng ngôi nhà trị giá 500 quan tiền để chuyển làm hậu đường thờ Phật".
Như vậy, chùa Tướng được xây dựng lớn vào cuối thế kỷ XVII nhưng đến giữa thế kỷ XIX đã đổ nát hư hỏng nhiều. Bia Ký kỵ bi lý khắc ngày 16 tháng 12 năm Tự Đức thứ 8 (1855) viết: "Chùa Phi Tướng ở phía Nam thành Luy Lâu, nguyên phụng sự Đại vương Phật Pháp Lôi, ba xã thôn cùng phụng thờ, qua nhiều năm đổ nát". Hoặc tấm bia có niên đại ngày 11 tháng 2 năm Tự Đức thứ 8 (1855) cũng ghi: "Nay có Nguyễn Thị Tân, người xã Lũng Khê bỏ ra 50 quan tiền và 8 sào ruộng dùng làm hương hỏa". Cuối cùng còn 1 bia phần niên đại bị đục (có thể là bia thời Tây Sơn) ghi việc xây thượng tòa, tam quan, tu sửa tượng Nam Tào, Bắc Đẩu...

## Pháp Lôi

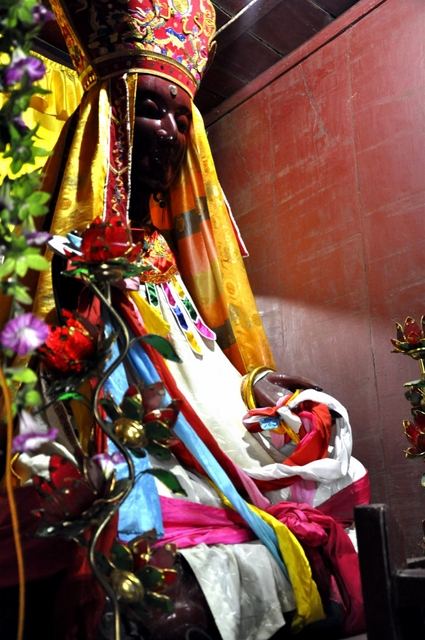
Tượng Pháp Lôi chùa Phi Tướng

Các sắc phong còn lưu lại đã cho biết khá rõ những thông tin về lịch sử ngôi chùa, cũng như người được thờ là Đại Thánh Pháp Lôi Phật (Ngài vừa là Thánh vừa là Phật). Trong đó, sắc phong có niên đại cổ nhất Cảnh Hưng tứ niên tam nguyệt nhị thập thất nhật (tức ngày 27 tháng 3 âm lịch năm 1743) có nội dung:
| “ | Sắc Đại Thánh Pháp Lôi Phật, khí hun núi Bắc, uy chấn trời Nam, mênh mang ở trên, vận thần cơ giúp đỡ nhân dân, nối tiếp yên ổn, rực rỡ tiếng tăm, đức sáng tốt đẹp, mãi phù vận nước dài lâu, công lao to lớn hiển ứng linh thiêng. Hợp cử bao phong phụng sự Đại nguyên soái tổng quốc chính thượng sư Minh vương ban sắc chỉ chuẩn ứng phong cho thần là Đại Thánh mậu đức phong công, tuấn liệt Pháp Lôi Phật. Vậy ban sắc! | ” |

Trong Truyền thuyết Phật mẫu Man Nương thì cây dung cổ thụ linh thiêng bị mưa bão cuốn theo sông Dâu về Luy Lâu, dân chúng vớt lên tạc được 4 pho tượng Phật, tạc đến pho thứ 3 thì sấm nổ vang trời nên đặt tên cho tượng là Pháp Lôi. Tượng Pháp Lôi được rước về làng Tướng (làng Thanh Tương) dựng chùa Phi Tướng để cung phụng, các tượng Tứ Pháp từ đó hết mực linh thiêng phù hộ cho các cư dân nông nghiệp ở Việt Nam thời đó được mưa thuận gió hòa, sự linh thiêng này vang đến cả Vua nhà Tấn bên phương bắc cũng như vua Nhà Tống sau này chứ không riêng gì vùng Giao chỉ khi đó.
Tượng Phật Pháp Lôi được thờ ở thượng điện chùa. Pho tượng được công nhận là bảo vật quốc gia số 10, đợt 6 (năm 2017) cùng ba pho tượng còn lại trong bộ Tứ Pháp ở chùa Dâu và chùa Dàn. Tượng Phật tạc trong tư thế ngồi thiền trên toà sen trong khám gỗ lớn chạm rồng, sơn son thếp vàng, thân cao 1,45m, vai rộng 0,55m, đùi rộng 1,05m. Đài sen cao 0,25m với 3 lớp cánh to mập. Tượng có thân hình nữ tính, khuôn mặt đầy đặn, thánh thiện với mũi dọc dừa, lông mày lá liễu, đôi mắt nhìn xuống bao dung, miệng mỉm cười, tay phải giơ lên ngang ngực, ngón tay kết ấn, tay phải để ngửa trên đùi có hạt ngọc “minh châu”; toàn thân được sơn phủ một lớp sơn màu mận chín, biểu tượng của một bầu trời đủ mây mưa sấm chớp.
Vì tượng tạc hình nữ tính và theo truyền thuyết cây dung (lấy gỗ tạc tượng) chứa con gái Man Nương nên tượng Pháp Lôi được gọi là Bà Tướng, cùng với Bà Dâu (chùa Dâu), Bà Đậu (chùa Đậu), Bà Dàn (chùa Dàn). Lễ hội vùng Dâu (Hội Dâu) luôn phải có nghi lễ rước đủ tượng bốn Bà về chùa Dâu.

## Kiến trúc
Chùa Tướng nằm cạnh chợ Dâu và bên kia sông Dâu cổ xưa.
Trên tam quan cổng chùa còn câu đối:
Phi Tướng môn tự, vọng giang thiên tạo, lập danh lam thắng cảnh
Thanh Khương thắng địa, Tứ Pháp hiển linh tích cách thụ khai quang
Nghĩa là:
Cổng chùa Phi Tướng nhìn ra sông (Dâu) thiên tạo là danh lam thắng cảnh
Đất Thanh Khương là thắng địa, mở cây ra rực rỡ Tứ Pháp hiển linh
Chùa Phi Tướng còn lại đến ngày nay là công trình kiến trúc - điêu khắc thời Lê Trung Hưng. Toà Tam Bảo có bình đồ kiến trúc kiểu chữ “Công” (工) gồm: Tiền đường 5 gian 2 dĩ, Thiêu hương 2 gian, Thượng điện 1 gian 2 chái với 4 mái đao cong uốn lượn duyên dáng. Tiền đường thờ thiền sư Tì-ni-đa-lưu-chi, Thập điện Diêm Vương, hộ pháp thiện - ác, Tam Thánh Tây Phương. Năm 1982, toà Tiền đường đã bị đổ sập, chỉ còn lại nền móng. Còn lại tòa thượng điện thờ Phật Pháp Lôi và 1 gian ống muống.
Tòa Tam bảo ở hậu điện bài trí như các chùa miền bắc Việt Nam thông thường, gồm có: Tam Thế, Chúa ông, Thánh Hiền, Cửu Long... Năm 2019, chùa đã được trùng tu sửa chữa lại.